# یواس‌اس داویی (دابلیووای‌تی-۸۱)
یواس‌اس داویی (دابلیووای‌تی-۸۱) (به انگلیسی: USS Davey (WYT-81)) یک کشتی بود. این کشتی در سال ۱۹۰۸ ساخته شد.